# Ampelopsis orientalis
Ampelopsis orientalis är en vinväxtart som först beskrevs av Jean-Baptiste de Lamarck, och fick sitt nu gällande namn av Jules Émile Planchon. Ampelopsis orientalis ingår i släktet Ampelopsis och familjen vinväxter. Inga underarter finns listade i Catalogue of Life.